# From the Terrace
From the Terrace is een Amerikaanse dramafilm uit 1960 onder regie van Mark Robson. Het scenario is gebaseerd op de gelijknamige roman uit 1958 van de Amerikaanse auteur John O'Hara. Destijds werd de film in Nederland uitgebracht onder de titel Van het terras af gezien.

## Verhaal
Alfred Eaton is een veteraan van de oorlog in Korea. Tijdens een feestje maakt hij kennis met de knappe Mary St. John. Ze worden verliefd en trouwen. Al gauw blijkt echter dat hun huwelijk een grote vergissing was.

## Rolverdeling
| Acteur            | Personage              |
| ----------------- | ---------------------- |
| Paul Newman       | David Alfred Eaton     |
| Joanne Woodward   | Mary St. John          |
| Myrna Loy         | Martha Eaton           |
| Ina Balin         | Natalie Benzinger      |
| Leon Ames         | Samuel Eaton           |
| Elizabeth Allen   | Sage Rimmington        |
| Barbara Eden      | Clemmie Shreve         |
| George Grizzard   | Alexander Porter       |
| Patrick O'Neal    | Dr. Jim Roper          |
| Felix Aylmer      | James Duncan MacHardie |
| Raymond Greenleaf | Fritz Thornton         |
| Malcolm Atterbury | George Fry             |
| Raymond Bailey    | Eugene St. John        |
| Ted de Corsia     | Ralph W. Benziger      |
| Howard Caine      | Creighton Duffy        |
| Kathryn Givney    | Mevrouw St. John       |